# Dadamudike, Nagamangala
Dadamudike là một làng thuộc tehsil Nagamangala, huyện Mandya, bang Karnataka, Ấn Độ.